# Mario Capanna
Mario Capanna (Città di Castello, 10 gennaio 1945) è un politico, scrittore e attivista italiano. 
È stato fra i principali leader del movimento giovanile del Sessantotto, nonché segretario e coordinatore di Democrazia Proletaria.

## Biografia
Dal 1963 è studente dell'Università Cattolica di Milano, dopo essere stato ammesso al Collegio Augustinianum. Studia filosofia e segue i corsi del professor Emanuele Severino.

### La contestazione studentesca

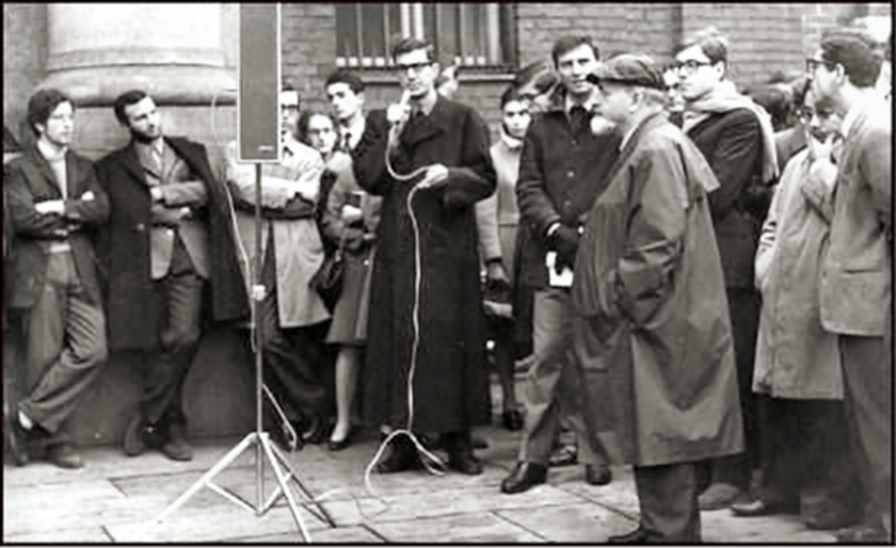
16 novembre 1967, ingresso Università Cattolica: Capanna, col microfono, parla agli studenti. In primo piano l'allora rettore Ezio Franceschini.

Nel 1967 inizia la contestazione studentesca ed è espulso dall'Università Cattolica poco prima di laurearsi (il suo relatore avrebbe dovuto essere proprio Severino). Passa alla Statale, dove poi otterrà la laurea in filosofia, diventandone subito il leader studentesco principale. Nel corso delle lotte studentesche avvenute il 24 marzo 1968 conduce un corteo non autorizzato di qualche migliaio di studenti a largo Gemelli, e trovandosi circondato dalle forze dell'ordine in tenuta antisommossa provocatoriamente intima loro: "Vi diamo cinque minuti per sciogliervi", rifacendo il verso alla classica intimazione che i questori facevano ai dimostranti prima di ordinare la carica delle forze dell'ordine contro i cortei.
 La zuffa che ne segue diviene nota come il "massacro" di largo Gemelli, con un numero imprecisato di studenti feriti, 60 fermati, altri 51 denunciati a piede libero e 31 agenti feriti.
Coordina le lotte che il Movimento Studentesco effettua in tutta Italia ed ha violenti scontri con le forze dell'ordine e soprattutto con i militanti dell'estrema destra: rischia di essere linciato da giovani appartenenti al Movimento Sociale Italiano nel 1969 durante i funerali dell'agente Antonio Annarumma.
L'11 marzo 1969 Mario Capanna, insieme a un gruppo di studenti dell'ateneo milanese, sequestra in aula il professor Pietro Trimarchi e lo sottopone a un processo improvvisato.

### Segretario di DP

Mario Capanna a una manifestazione del 1972 a Milano

La notorietà ottenuta spinge Capanna ad entrare in politica: nel 1976 aderisce, con il "Movimento autonomo degli studenti di Milano", al Partito di Unità Proletaria per il Comunismo; in seguito, dopo la scissione con la sinistra del Partito di Unità Proletaria per il Comunismo, confluirà con essa in Democrazia Proletaria, di cui fu il punto di riferimento mediatico e segretario nazionale dal 1984 fino al 27 giugno 1987, quando contestato all'interno del partito si dimette e la segreteria viene assegnata a Giovanni Russo Spena. Nelle liste di DP Capanna è diventato deputato europeo nel 1979 e deputato nazionale nel 1983 e rieletto nel 1987.

### L'ambientalismo

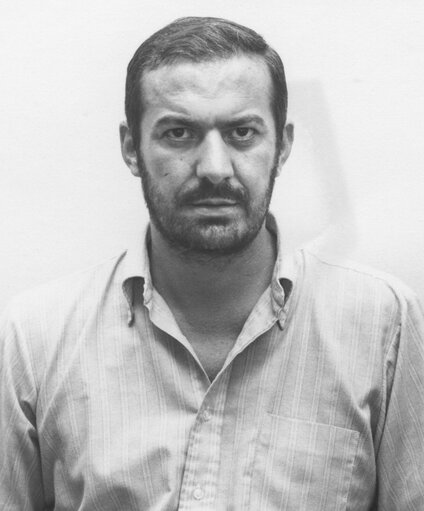
Mario Capanna

Nel 1989 adersce al gruppo misto della Camera dei deputati, e pochi mesi dopo partecipa alla nascita di un nuovo movimento politico italiano: i "Verdi Arcobaleno", formazione della sinistra ambientalista. Resta a Montecitorio fino al 1992. Inoltre, Capanna è stato anche consigliere regionale in Lombardia e comunale a Milano.
Dopo l'inchiesta giudiziaria denominata Mani pulite, che praticamente spazzò via la cosiddetta Prima Repubblica, Capanna ha fatto fatica a trovare un partito politico che fosse stabilmente concorde con la sua ideologia. Pur militando sempre in movimenti di sinistra, ha assunto una posizione che (al di là di una esperienza, avvenuta nelle elezioni politiche del 2001) può essere definita di indipendente di sinistra.
Sempre nel 2001, in occasione delle elezioni amministrative, Mario Capanna si è presentato come candidato sindaco per Città di Castello, suo comune di nascita, a capo di una coalizione formata da cinque liste civiche. Capanna raccolse solo 6.822 voti, insufficienti per arrivare almeno al ballottaggio, ed uscì al primo turno. In quell'occasione fu eletto sindaco al ballottaggio il candidato della coalizione dei partiti del centro sinistra.

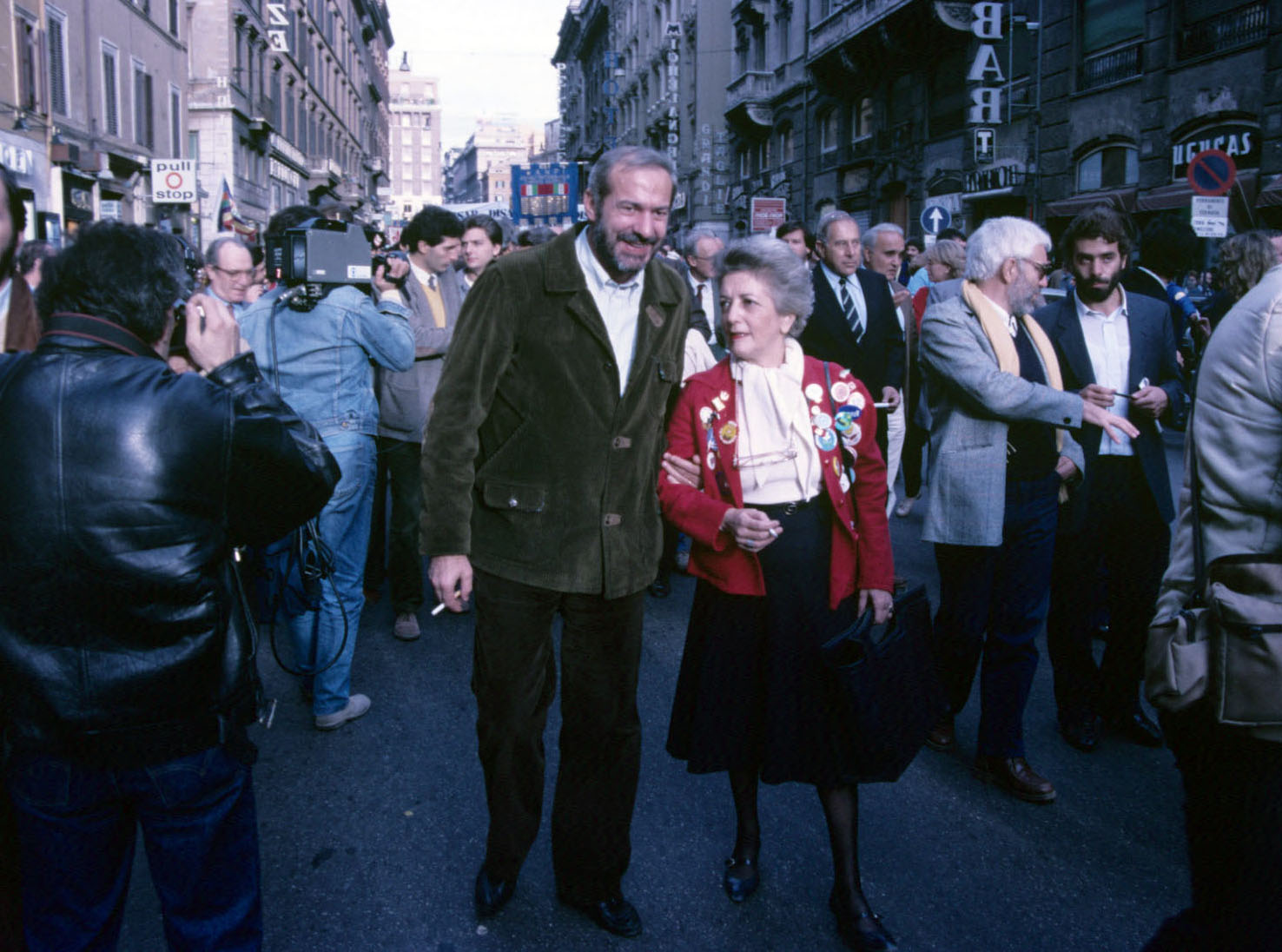
Mario Capanna alla manifestazione per il disarmo a Roma il 25 ottobre 1986.

È presidente della Fondazione dei Diritti Genetici, un organismo di ricerca e comunicazione sulle biotecnologie che opera dal 2002 come associazione scientifica e culturale indipendente, impegnata in attività di studio, informazione, progettazione sulle applicazioni e le diverse forme di impatto delle innovazioni biotecnologiche. Tale associazione e lo stesso Capanna sono state al centro di polemiche venendo accusati di aver usato, nelle loro campagne contro l'introduzione degli OGM in Italia, argomenti di dubbia validità scientifica. Tra queste la richiesta andata a buon fine, nel 2012, di distruggere l'ultimo campo sperimentale pubblico italiano con OGM (regolarmente autorizzato nel 1998), presso l'Università della Tuscia, nonostante la mobilitazione dei ricercatori.
È stato presidente del Corecom Umbria dal 2011 al 2014. È presidente della "Fondazione diritti genetici".
È stato sposato con l'ex parlamentare di DP Patrizia Arnaboldi.
È impegnato come produttore di olio extravergine di oliva, estratto dalla selezione borgiona autoctona dell'Altotevere.

### Attività letteraria
Dal 1988 Mario Capanna è anche scrittore. Tra le sue opere principali ricordiamo Formidabili quegli anni (1988); Arafat (1989, sulla figura del leader palestinese Yāser ˁArafāt, molto stimato da Capanna); Speranze (1994); Il fiume della prepotenza (1996); Lettera a mio figlio sul '68 (1998, di cui curò ben 12 edizioni); L'Italia viva (2000); tutti libri editi dalla Rizzoli. Nel 2003, per la Baldini & Castoldi, ha pubblicato Verrò da te, considerato da molti il suo lavoro letterario più riuscito; Coscienza globale oltre l'irrazionalità moderna (2006).
Nel 2008 ha dato alle stampe per i tipi di Garzanti (collana Le Forme, ISBN 9788811680819) il libro Il Sessantotto al futuro.

### Archivio politico
L'archivio di Mario Capanna è conservato nella sua abitazione presso Città di Castello. Nel novembre 2018 sono iniziati i contatti tra la Soprintendenza archivistica e bibliografica dell'Umbria e delle Marche e il proprietario. La dichiarazione di particolare interesse storico è stata notificata il 22 maggio 2019. L'inventario è stato edito e reso pubblico in rete nell'ottobre 2020. Dopo l'ordinamento, l'archivio si compone ora di 58 fascicoli condizionati in 23 buste. Documenta l'attività politica e culturale di Mario Capanna nell'arco di quasi cinquant'anni.

## Critiche
Le dichiarazioni di Mario Capanna sugli OGM sono state oggetto di critiche da parte di alcuni ricercatori che contestano le sue affermazioni.
In particolare, Mario Capanna ha affermato durante la trasmissione televisiva Uno Mattina che è stata creata una "fragola-pesce OGM", anche se però tale pianta non è mai esistita.

## Nella cultura di massa
- Viene citato nella canzone Ping Pong di Rino Gaetano del 1980.
- Viene citato nella canzone Mi ha rovinato il '68 degli Squallor del 1988.
- Nel 1995 partecipò al Festival di Sanremo nel gruppo La riserva indiana, accompagnando sul palco dell'Ariston David Riondino e Sabina Guzzanti durante l'esecuzione della canzone Troppo sole. Altri componenti del gruppo erano Sandro Curzi, Nichi Vendola, Antonio Ricci, Daria Bignardi, Bruno Voglino, Remo Remotti[18].
- Nel saggio L'orda d'oro, Primo Moroni e Nanni Balestrini scrivono che nel 1967 Mario Capanna preparò un trattato di ben settanta cartelle per dimostrare dettagliatamente alla propria ragazza la compatibilità dei rapporti sessuali prematrimoniali con l'insegnamento di Tommaso d'Aquino[19]. Nella puntata del 1º marzo 2008 di Che tempo che fa, Fabio Fazio ha chiesto conferma dell'avvenimento al diretto interessato il quale, oltre a dichiararlo assolutamente vero, ha aggiunto che il trattato fu efficace, pur esprimendo un certo rammarico sul fatto che lo fu fin troppo[20].

## Opere
- Movimento studentesco. Crescita politica e azione rivoluzionaria, Milano, Sapere, 1968.
- Monopoli, DC, compromesso storico, Milano, Mazzotta, 1975.
- Disarmo o sterminio? L'umanità al bivio del 2000, con altri, Milano, Mazzotta, 1983. ISBN 88-202-0528-9
- Formidabili quegli anni, Milano, Rizzoli, 1988; BUR, 1994; 1998; Garzanti, 2007. ISBN 88-17-53221-5; ISBN 88-17-11618-1; ISBN 88-17-11921-0; ISBN 978-88-11-68080-2
- Arafat. Intervista al presidente dello Stato palestinese, Milano, Rizzoli, 1989. ISBN 88-17-53222-3
- ...E la Terra sia un colloquio universale, Città di Castello, Petruzzi, 1992.
- La società rivoltata, con Gaspare Nuccio e Ivan Verga, Palermo, Edizioni della Battaglia, 1993.
- Speranze, Milano, Rizzoli, 1994. ISBN 88-17-84339-3
- Il fiume della prepotenza. Per conoscere e vincere lo scandalo più antico del mondo, Milano, Rizzoli, 1996; BUR, 2000. ISBN 88-17-84487-X; ISBN 88-17-25865-2
- Lettera a mio figlio sul Sessantotto, Milano, Rizzoli, 1998; Milano, Baldini Castoldi Dalai, 2005. ISBN 88-17-52162-0; ISBN 88-8490-822-1
- L'Italia viva. Viaggio nel paese dell'impegno e della speranza, Milano, Rizzoli, 2000. ISBN 88-17-86363-7
- L'uomo è più dei suoi geni. La verità sulle biotecnologie, dieci saggi a cura di, Milano, BUR, 2001. ISBN 88-17-12593-8
- Verrò da te. Il mondo presente e futuro, Milano, Baldini & Castoldi, 2003. ISBN 88-8490-350-5
- Coscienza globale. Oltre l'irrazionalità moderna, Milano, Baldini Castoldi Dalai, 2006. ISBN 88-8490-940-6
- Il Sessantotto al futuro, Milano, Garzanti, 2008. ISBN 978-88-11-68081-9
- Per ragionare, Milano, Garzanti, 2010.
- EVO. La magia dell'ulivo e dell'olio, Roma, InSchibboleth 2022. ISBN 978-8855293150.